# Rivodutri
Rivodutri – miejscowość i gmina we Włoszech, w regionie Lacjum, w prowincji Rieti.
Według danych na rok 2004 gminę zamieszkiwało 1281 osób, 49,3 os./km².